# 我們的存在
《我們的存在》（日語：僕等がいた）是日本漫畫家小畑友紀的日本漫畫作品。於小学館旗下雜誌《Betsucomi》2002年5月號至2012年3月號期間進行連載。單行本全16卷。
本作榮獲第50回（2004年度）小学館漫画賞（少女向部門）。單行本累計銷量目前突破1000萬部。
本作的電視動畫由2006年7月3日開始，每週星期一26:00於KBS京都播放，全26話。

## 劇情簡介
內心滿懷期待，希望結交許多好朋友的七美開始了高中的生活。據說班中有三分之二的女生都喜歡著名叫矢野的男生，可是七美卻覺得他有點討厭，後來在學校天臺聊了一下，七美並不會討厭他。

## 登場人物
高橋七美　配音員：佐佐木望
9月27日出生 天秤座 血型A型 身高155cm
第一女主角，個性冒失，帶點渾然天成的迷糊。長得不是很漂亮，成績也不優異，亦不是運動全能，身材也不出眾，只是一個極為普通的可愛女生。在動畫剛開始時，她決心不會像全校三份之二的女生那樣迷戀矢野，但後來她卻對矢野越來越好奇。主动向矢野表白。慢慢走进矢野那暗藏着无法直面深刻回忆的过去，与矢野分分合合。约定一年后在东京与矢野见面，可渐渐失去其联络，不知原因。被竹内求婚，但拒绝，原因是还无法忘记矢野。
矢野元晴　配音員：矢崎廣
7月23日出生 狮子座 血型O型 身高174cm（自称）
男主角也是本篇主人公，一個在學校裡很有人氣的男生，大多數的女生都迷戀於他。他是一個十分輕浮的人，有時候十分冷淡。但就像七美所說的，“他不經意笑起來時很可愛”。儘管有時候他顯得很冷靜，但是他卻有一段痛苦的時間不相信女人。他解釋說他的前女友和母親影響了他對女人的信任。這也是他強烈的希望七美不要離開和背叛他的原因。高三那年因為母親的離婚，從而轉校到東京讀書，並和七美相約一起上東京的大學。自從母亲自殺後，便渐渐失去与七美的联络。其後被母親的朋友，親生父親的妻子收養。
千見寺亞希子
9月28日出生 天秤座
故事第二女主角，在矢野轉校後在東京認識的少女。曾經喜歡過矢野。大學畢業後與七美在同一間出版社工作。
竹內匡史　配音員：川久保拓司
4月13日出生 白羊座 血型O型 身高178cm
矢野的好友兼兒時玩伴。與矢野相反，竹內非常的親切和體貼。總是很好地回答七美關於矢野的問題。喜歡七美，向七美求婚，但被拒絕。
山本有里　配音員：中山惠里奈
11月16日出生 天蝎座 血型B型 身高158cm
七美的同班同學，和矢野同一間國中畢業，是矢野前女友奈奈的妹妹。很少說話，也不善於交際，在矢野母親逝世後與矢野同居。喜歡矢野。
山本奈奈　配音員：Yurin
7月29日出生 狮子座 血型B型 身高161cm
矢野前女友，有里的姐姐，是一個美女，和七美有著相似的名字（日文七和奈奈同音）。在故事開始的一年前，17歲的她與前男友在一場車禍中身亡。
水口　配音員：清水香里
七美在北海道念高中時的朋友，雖然與七美分離但仍保持聯繫。七美一開始曾被矢野誤導，而將水口的姓名讀成水原。
竹內文香　配音員：榎本溫子
匡史的義姐，在珠寶店工作。

## 出版書籍
| 卷數 | 小學館         | 小學館                                                            | 東立出版社     | 東立出版社             |
| 卷數 | 發售日期       | ISBN                                                              | 發售日期       | ISBN                   |
| ---- | -------------- | ----------------------------------------------------------------- | -------------- | ---------------------- |
| 1    | 2002年10月26日 | ISBN 4-09-138191-X                                                | 2003年6月18日  | ISBN 986-11-2076-9     |
| 2    | 2003年2月26日  | ISBN 4-09-138192-8                                                | 2003年6月18日  | ISBN 986-11-2077-7     |
| 3    | 2003年6月26日  | ISBN 4-09-138193-6                                                | 2003年12月29日 | ISBN 986-11-3257-0     |
| 4    | 2003年11月26日 | ISBN 4-09-138194-4                                                | 2004年10月27日 | ISBN 986-11-4388-2     |
| 5    | 2004年4月26日  | ISBN 4-09-138195-2                                                | 2005年3月3日   | ISBN 986-11-5270-9     |
| 6    | 2004年7月26日  | ISBN 4-09-138196-0                                                | 2005年4月25日  | ISBN 986-11-6064-7     |
| 7    | 2004年12月20日 | ISBN 4-09-138197-9                                                | 2005年10月12日 | ISBN 986-11-6193-7     |
| 8    | 2005年4月25日  | ISBN 4-09-138198-7                                                | 2005年11月17日 | ISBN 986-11-6970-9     |
| 9    | 2005年12月20日 | ISBN 4-09-130280-7                                                | 2006年6月16日  | ISBN 986-11-7967-4     |
| 10   | 2006年5月26日  | ISBN 4-09-130437-0                                                | 2006年11月9日  | ISBN 986-11-8573-9     |
| 11   | 2006年11月24日 | ISBN 4-09-130718-3                                                | 2007年3月22日  | ISBN 978-986-11-9347-2 |
| 12   | 2007年8月24日  | ISBN 978-4-09-131080-4                                            | 2008年3月26日  | ISBN 978-986-10-0594-2 |
| 13   | 2009年10月26日 | ISBN 978-4-09-132716-1                                            | 2010年4月29日  | ISBN 978-986-10-4679-2 |
| 14   | 2010年8月26日  | ISBN 978-4-09-133390-2                                            | 2011年5月25日  | ISBN 978-986-10-6226-6 |
| 15   | 2011年6月24日  | ISBN 978-4-09-133798-6                                            | 2012年9月6日   | ISBN 978-986-10-8008-6 |
| 16   | 2012年3月26日  | ISBN 978-4-09-134317-8（通常版） ISBN 978-4-09-159114-2（限定版） | 2013年6月10日  | ISBN 978-986-10-9970-5 |

- 第14卷收錄《我們的存在 番外篇》（〈Betsucomi〉2010年5月號刊載）

### 相關書籍
- ：2005年11月25日發售、ISBN 4-09-130277-7

畫集
- ：2010年7月28日發售、ISBN 4-09-199025-8
- ：2007年12月發售、ISBN 4-09-179019-4

小說
- 我們的存在─有你的季節─（僕等がいた─君がいた季節─）（著：高瀬ゆのか／原作、插畫：小畑友紀）

| 卷數 | 小學館        | 小學館                 | 東立出版社    | 東立出版社             |
| 卷數 | 發售日期      | ISBN                   | 發售日期      | ISBN                   |
| ---- | ------------- | ---------------------- | ------------- | ---------------------- |
| 全   | 2010年8月26日 | ISBN 978-4-09-133406-0 | 2015年5月18日 | ISBN 978-986-431-324-2 |

2012年2月22日發售、ISBN 978-4-09-408697-3（文庫版）
電影改編小說
- ：2012年2月22日發售、ISBN 978-4-09-230622-6
- ：2012年2月22日發售、ISBN 978-4-09-230623-3

## 電視動畫
改編電視動畫於2006年7月3日至12月25日期間播放完畢，每週一於KBS京都上播放。

### 製作團隊
- 原作 - 小畑友紀
- 原案協力 - 山内靖子、高品南、岡崎信治郎 （小学館〈月刊Betsucomi〉編輯部）
- 企劃協力 - 苅谷直子 （小学館角色事業中心）
- 監督 - 大地丙太郎
- 系列導演 - 五月女浩一朗
- 系列構成 - 池田眞美子
- 人物設計 - 白井伸明
- 美術監督 - 柴田千佳子
- 色彩設計 - 西尾梨香
- 攝影監督 - 斎藤秋男
- 編輯 - 松村正宏
- 音樂 - 安部純、武藤星児
- 音樂製作人 - 長谷川雄介
- 音響監督 - 田中かずや
- 執行製作人 - 片岡義朗
- 製作人 - 飯塚芙由奈→川村彩・古家知加子、大島靖、稗田晋、油井卓也
- 動畫製作人 - 渡辺秀信
- 動畫製作 - ARTLAND
- 製作 - 「我們的存在」製作委員會（Marvelous、波麗佳音、SKY Perfect Well Think、小學館）

### 主題曲
片頭曲
作詞 - Maika / 作曲・編曲 - 母里ゆみこ / 歌 - Mi
片尾曲
（第1,8,10話）
作詞 - Maika / 作曲 - Mi+T / 編曲 - TATSUKI+Michitaro / 歌 - Mi
（第2,5,24話）
作詞 - 大地丙太郎 / 作曲 - 手塚理 / 編曲 - 武籐星児 / 歌 - 麻生かほ里
（第3,18話）
作詞 - ♡♡ / 作曲 - ♡ / 編曲 - j / 歌 - Mi
（第4,6話）
作詞 - 大地丙太郎 / 作曲 - 安部純 / 編曲 - 武藤星児 / 歌 - 加藤泉
（第7,9,11,13話）
作詞 - 大地丙太郎 / 作曲 - 安部純 / 編曲 - 武藤星児 / 歌 - 佐佐木望
（第12話）
作詞 - 山上路夫 / 作曲 - 村井邦彦 / 編曲 - 高橋研 / 歌 - 加藤泉
（第14話）
作詞・作曲 - 高橋研 / 編曲 - 武藤星児 / 歌 - 加藤泉
（第15,16,19,22話）
作詞・歌 - 佐佐木望 / 作曲 - 安部純 / 編曲 - 武藤星児
 (第17,20,21,23,25,26話)
作詞・作曲・編曲 - 高橋研 / 歌 - 加藤泉
（第16話（插入曲）、第18話為即興音樂 (Scat) ）
作詞・作曲・歌 - 大津美紀  / 編曲 - 大津美紀、tetsu-yeah
插入曲
（第10話）
作詞・歌 - 安原麗子 / 作曲・編曲 - COUGEN
（第13話）
作詞・作曲・編曲 - 高橋研 / 歌 - 加藤泉

### 各話列表
| 話數 | 標題    | 腳本       | 分鏡                    | 演出            | 作畫監督                                       |
| ---- | ------- | ---------- | ----------------------- | --------------- | ---------------------------------------------- |
| 1    | 第1話…  | 小川みづき | 大地丙太郎 五月女浩一朗 | 五月女浩一朗    | 白井伸明                                       |
| 2    | 第2話…  | 山田由香   | 大地丙太郎 五月女浩一朗 | よこた和        | 荒尾英幸                                       |
| 3    | 第3話…  | 池田眞美子 | 佐山聖子                | 村田尚樹        | 川島勝、新井伸浩 氏家嘉宏                      |
| 4    | 第4話…  | 小川みづき | 大地丙太郎              | 下田久人        | 小関雅                                         |
| 5    | 第5話…  | 山田由香   | 今泉賢一                | 今泉賢一        | 今泉賢一                                       |
| 6    | 第6話…  | 池田眞美子 | 宮下新平                | 中川聡          | 飯野利明                                       |
| 7    | 第7話…  | 小川みづき | よこた和                | よこた和        | 吉田咲子                                       |
| 8    | 第8話…  | 山田由香   | 三宅雄一郎              | 高島大輔        | 荒尾英幸                                       |
| 9    | 第9話…  | 池田眞美子 | 大地丙太郎 五月女浩一朗 | 宮下新平        | 服部一郎                                       |
| 10   | 第10話… | 小川みづき | 大地丙太郎 五月女浩一朗 | 川崎満          | 林明美、川島勝 音地正行                        |
| 11   | 第11話… | 山田由香   | 成田歳法                | 成田歳法        | 西位輝実、薗部あい子                           |
| 12   | 第12話… | 小川みづき | 宮下新平                | 中川聡          | 金一基                                         |
| 13   | 第13話… | 小川みづき | 江上潔                  | 有原誠治        | 山縣亜紀                                       |
| 14   | 第14話… | 山田由香   | よこた和                | よこた和        | 吉田咲子、荒尾英幸                             |
| 15   | 第15話… | 小川みづき | 殿勝秀樹                | 殿勝秀樹        | 志賀道憲、村上直紀                             |
| 16   | 第16話… | 小川みづき | 大地丙太郎              | 高島大輔        | 西位輝実、薗部あい子                           |
| 17   | 第17話… | 山田由香   | 畑博之                  | 畑博之 水本葉月 | 都築裕佳子、吉田咲子 音地正行、荒尾英幸        |
| 18   | 第18話… | 池田眞美子 | 大地丙太郎 五月女浩一朗 | 中川聡          | 金一基                                         |
| 19   | 第19話… | 小川みづき | 宮下新平                | 岡嶋国敏        | 山縣亜紀                                       |
| 20   | 第20話… | 池田眞美子 | 羽多野浩平              | 安藤健          | 中野彰子                                       |
| 21   | 第21話… | 山田由香   | 宮下新平                | 宮田亮          | 西位輝実、薗部あい子                           |
| 22   | 第22話… | 小川みづき | 五月女浩一朗            | 白石道太        | 志賀道憲、村上直紀                             |
| 23   | 第23話… | 池田眞美子 | 成田歳法                | 成田歳法        | 荒尾英幸、音地正行 重松しんいち                |
| 24   | 第24話… | 小川みづき | 宮下新平                | 中川聡          | 金一基                                         |
| 25   | 第25話… | 山田由香   | よこた和                | よこた和        | 吉田咲子、村上直紀 荒尾英幸                    |
| 26   | 第26話… | 池田眞美子 | 大地丙太郎              | 五月女浩一朗    | 明珍宇作、音地正行 吉田咲子、荒尾英幸 白井伸明 |

### 播放電視台
| 播放地區 | 播放電視台   | 播放日期                      | 播放時間             | 聯播網         | 備註   |
| -------- | ------------ | ----------------------------- | -------------------- | -------------- | ------ |
| 京都府   | KBS京都      | 2006年7月3日 - 12月25日       | 星期一 26:00 - 26:30 | 獨立UHF局      |        |
| 岐阜縣   | 岐阜放送     | 2006年7月4日 - 12月26日       | 星期二 24:15 - 24:45 | 獨立UHF局      |        |
| 東京都   | TOKYO MX     | 2006年7月5日 - 12月27日       | 星期三 18:30 - 19:00 | 獨立UHF局      |        |
| 千葉縣   | 千葉電視台   | 2006年7月6日 - 12月28日       | 星期四 25:25 - 25:55 | 獨立UHF局      |        |
| 埼玉縣   | 埼玉電視台   | 2006年7月7日 - 12月29日       | 星期五 26:00 - 26:30 | 獨立UHF局      |        |
| 北海道   | 北海道放送   | 2006年7月7日 - 12月29日       | 星期五 27:20 - 27:50 | TBS系列        |        |
| 日本全域 | KIDS STATION | 2006年7月15日 - 2007年1月13日 | 星期六 21:00 - 21:30 | CS放送         | 有重播 |
| 新潟縣   | 新潟電視台   | 2006年7月24日 -               | 星期一 15:50 - 16:20 | 日本電視台系列 |        |

## 外部連結
- 我們的存在官方網站 （日語）
- 我們的存在 DIGITAL HR （日語）
- 我們的存在-最新動態公式 （日語）
- 我們的存在真人電影官方網站 （日語）